# Parc provincial Opeongo River
Le parc provincial Opeongo River (anglais : Opeongo River Provincial Park) est un parc provincial de l'Ontario situé dans le district de Nipissing. Il comprend une section de la rivière Opeongo entre le parc provincial Algonquin et son embouchure sur la rivière Madawaska. On peut y accéder par la route 60 à l'ouest de Madawaska et par l'entrée du lac Shall du parc Algonquin.